# Oligodon juglandifer
Oligodon juglandifer är en ormart som beskrevs av Wall 1909. Oligodon juglandifer ingår i släktet Oligodon och familjen snokar. Inga underarter finns listade i Catalogue of Life.
Artens utbredningsområde ligger i nordöstra Indien i distriktet Darjeeling, i delstaten Sikkim och troligtvis i angränsande områden av Bhutan. Denna orm lever i bergstrakter. Den hittas i fuktiga bergsskogar och på ängar. Honor lägger ägg.
Skogarnas och ängarnas omvandling till jordbruksmark hotar beståndet. IUCN kategoriserar arten globalt som sårbar.